# Irenio Diotallevi
Angelo Ireneo Diotallevi, detto Irenio (Voltri, 10 gennaio 1909 – Milano, 22 aprile 1954) è stato un ingegnere, architetto e urbanista italiano.

## Biografia
Nacque a Voltri, un sobborgo di Genova caratterizzato dalla presenza dei cantieri navali, da Ariosto Diotallevi, ingegnere navale, e da Irene Ventura. Diotallevi studiò dapprima ingegneria a Roma dove si laureò nel 1932; in questa occasione conobbe Franco Marescotti, collaboratore e amico fino alla morte di Diotallevi. Entrambe le personalità avevano tratti in comune, essi rifiutarono la lezione stilistica del monumentalismo eclettico di regime e non a caso nei loro progetti persistono echi della lezione razionalista tedesca. Tra il 1932 e 1933 compì un viaggio di studio in Germania per approfondire le conoscenze sulle avanguardie architettoniche e al ritorno dal viaggio portò con sé testi di Walter Gropius e Ludwig Hilberseimer, dalle quali trasse gli elementi che avrebbero, successivamente, contraddistinto il suo operato. Nel 1935 conseguì la laurea in Architettura al Politecnico di Milano. Diotallevi e Marescotti decisero in seguito di trasferirsi definitivamente a Milano in quanto era un luogo stimolante per i giovani architetti d'avanguardia.
Nel biennio 1936-1937 si occupò in maniera intensa, insieme a Marescotti, sul problema dell'abitazione e sulle formalità compositive ad essa collegate; il linguaggio progettuale richiamava la lezione stilistico-compositiva di Gropius e di Le Corbusier. Nei successivi anni progettò alcuni interventi di edilizia economica e popolare per il Lanificio Rossi a Schio. Dal 1937, Diotallevi e Marescotti furono invitati a collaborare con la rivista Casabella, allora diretta da Giuseppe Pagano. La collaborazione con la rivista fece sviluppare in maniera intensa diversi lavori sul tema dell'abitazione e dell'abitazione popolare in particolar modo. Nel 1940 insieme al fido Marescotti e a Pagano redasse il progetto per una città orizzontale. Il progetto, pubblicato sul numero 148 dell'aprile 1940, verteva sul problema della condizione abitativa di Milano e gli obiettivi erano quelli di una parziale sostituzione del tessuto edilizio preesistente e fatiscente in uno nuovo e regolarizzato da una maglia rettangolare 750 metri per 400 metri. Il riferimento ideologico del progetto urbanistico fu quello di Ludwig Hilberseimer del 1932 per un quartiere di case basse ad un piano. Nel 1942 redasse con Marescotti il progetto di una casa ideale.
Nel 1943 prese parte alla resistenza italiana militando, insieme a Franco Albini e Giancarlo De Carlo, nel Movimento di Unità Proletaria. Finita la guerra partecipò alla fondazione del Movimento Studi di Architettura, un gruppo voluto da architetti milanesi che cercava, attraverso lo studio dell'abitazione popolare, di coniugare la ricostruzione degli alloggi con la ricostruzione sociale e politica. Iniziarono le collaborazioni con lo IACP di Milano e con l'INA-Casa, frutto di queste collaborazioni furono la realizzazione del quartiere Baravalle (ora demolito per far spazio al parco) e del complesso dei quartieri Varesina, Mangiagalli e Castelli, presso Villapizzone. 
Tra le opere più importanti di Diotallevi si possono citare il progetto per il quartiere INA-Casa di San Siro a Milano, realizzato in collaborazione con Franco Albini, Ignazio Gardella e Carlo Mollino
Fu direttore della Facoltà di Architettura dell'Università di Roma nel periodo dal 1946 al 1948  
Nel 1946 fu nominato direttore dell’Ufficio Studi e Progetti IACP, scontrandosi con Marescotti che sosteneva una posizione "anti-istituzionale" della progettazione degli alloggi popolari. Tra il 1951 e il 1955 fu, insieme Max Pedrini e Camillo Rossetti, il progettista del quartiere della Comasina. 
Morì prematuramente nel 1954.